# Winal
Um winal é uma unidade de tempo no calendário maia de contagem longa equivalente a 20 dias (ou kin). É o quarto dígito nas datas em contagem longa maia.
Por exemplo, na data em contagem longa maia 12.19.13.15.12 (5 de dezembro de 2006), o número 15 é o winal.